# Luciano Burti
Luciano Burti, född 5 mars 1975 i São Paulo, är en brasiliansk racerförare. Han bor i Monte Carlo.

## Racingkarriär
Burti började köra karting med framgång hemma i Brasilien 1991 och 1996 flyttade han till Europa och började köra Formel Vauxhall Junior. Burti vann fyra lopp och slutade trea i den brittiska serien och vann även Formel Vauxhall Winter Series det året. 1997 vann Burti det brittiska Formel Vauxhall-mästerskapet och 1998 kom han trea i det Brittiska F3-mästerskapet och blev testförare i formel 1-stallet Stewart Grand Prix. Året efter kom Burti trea i det brittiska formel 3-mästerskapet och fortsatte som testförare i Stewart.
2000 blev han testförare i Jaguar Racing och fick göra formel 1-debut som ersättare för Eddie Irvine i Österrikes Grand Prix 2000. 2001 blev Burti andreförare i Jaguar men han ersattes efter kort tid av Pedro de la Rosa och flyttade då till Prost Grand Prix. Burti skadades eftar att ha blivit knuffad av banan under Belgiens Grand Prix 2001. Trots att skadan var lindrig rekommenderades han av läkare att vila resten av säsongen. I slutet av året gjorde Prost-stallet konkurs och Burti blev arbetslös. Han blev istället testförare för Ferrari men slutade efter ett par år eftersom han fick för få uppdrag.

## F1-karriär
| Säsong | Stall/Tillverkare          | Poäng | Placering |
| ------ | -------------------------- | ----- | --------- |
| 2000   | Jaguar-Cosworth            | 0     | –         |
| 2001   | Jaguar-Cosworth Prost-Acer | 0     | –         |